# Guerra de Smolensk

Voivodato de Smolensk. La zona en disputa se halla resaltada en color azul.

La guerra de Smolensk (del ruso: Смолéнская войнá) o guerra ruso-polaca de 1632-1634 (en polaco: Wojna polsko-rosyjska 1632-1634) fue un conflicto armado entre el Zarato ruso y la República de las Dos Naciones en el siglo XVII.

## Antecedentes de la guerra
Poco después del final de la guerra polaco-rusa de 1609-1618 , se estableció un partido militar en Rusia, cuya intención era preparar una represalia por el daño y la humillación sufridos por la Mancomunidad Polaco-Lituana. Estaba integrado por los colaboradores más cercanos del Patriarca Filareto I de Moscú : el príncipe Ivan Czerkaski , el príncipe Borys Lykov, el local Artemij Izmailov y el comandante de la defensa de Smolensk, Michał Szein. Por lo tanto, de vez en cuando hubo propuestas de una alianza antipolaca: en 1620 Gustavo II Adolfo de Suecia propuso un ataque conjunto contra Polonia, del que Rusia no estuvo de acuerdo debido a la falta de confianza en las verdaderas intenciones suecas. Un año después, Turquía propuso la alianza. Recordando sus propias experiencias militares pasadas, Rusia decidía hasta el momento no participar en alianzas antipolacas y concentrarse en expandir y modernizar su propio ejército. Por este motivo, la segunda propuesta de alianza contra el de Gustavo Adolfo, presentada en 1626, fue rechazada.
En 1632, Segismundo III Vasa, rey de Polonia y gran duque de Lituania, murió, lo que provocó entusiasmo entre los enemigos de Polonia. Aunque la nobleza de la Mancomunidad escogió rápidamente a su hijo Vladislao IV Vasa para sucederlo, las potencias vecinas, que esperaban retrasos en el proceso electoral, pusieron a prueba la aparente debilidad de la Mancomunidad. El rey sueco Gustavo II Adolfo se puso a enviar una propuesta de alianza para declararle la guerra a la Mancomunidad al Zarato ruso y al Imperio otomano. Gustavo Adolfo de Suecia en su carta animó fuertemente al zar a aprovechar el interregno. El zar, a su vez, el 20 de junio de 1632, en una carta enviada al rey de Suecia, apoyó abiertamente los esfuerzos de Gustavo Adolfo por obtener la corona polaca. Un mensajero especial, Gustav Adolf, que llegó a Moscú el 20 de agosto de 1632, informó al zar Miguel y al patriarca Filaret que los oficiales suecos estaban reclutando soldados para un ejército que atacaría Polonia desde el oeste en la primavera. Inmediatamente después de que los diputados rusos se reunieran en el Consejo de la Tierra y decidiera hacer la guerra con la Mancomunidad (20 de junio de 1632), el zar decidió enviar un emisario a Turquía, encabezado por Pronczyszew y Burmasov.
La guerra fue contemporánea de la guerra de los Treinta Años que se libraba en el resto de Europa y en la que Suecia participaba. Aunque Rusia y la República de Polonia-Lituania no lucharon en el conflicto alemán, ambos países adoptaron una postura inequívoca con respecto a la Guerra de los Treinta Años. El rey Segismundo III Waza apoyó firmemente al lado católico, lo que permitió a los agentes de los Habsburgo reclutar voluntarios en Polonia, y también brindó apoyo diplomático a los Habsburgo. Rusia, por el contrario, tomó el lado opuesto, suministró cereales a precios baratos al bando protestante, abriendo su estado a los comerciantes protestantes. Los productos agroforestales baratos fluyeron en una amplia corriente hacia los Países Bajos , Dinamarca y Suecia; según el canciller Oxenstierna, solo la propia Suecia recibió a través del puerto de Arcángel unas 7000 toneladas de cereales rusos. A finales de la década de 1620, Rusia se estaba acercando a la decisión de reanudar la guerra con Polonia. Los planes de guerra rusos coincidieron con una intensa acción diplomática de Francia y Suecia, que buscaba crear una coalición antipolaca. Debido al curso desfavorable de la Guerra de los Treinta Años, tanto Gustavo Adolfo como el cardenal Richelieu querían acabar cuanto antes con la guerra por la desembocadura del Vístula y trasladar el ejército sueco al territorio del Reich. Por este motivo, se intentó formar un bloque anticatólico conjunto de estados ortodoxos , islámicos y protestantes dirigidos contra la República de Polonia. Esta alianza sería formada por Rusia, Turquía, tártaros , Transilvania y cosacos de Zaporozhia. Los complots antipolacos se concentraron en Estambul , donde fueron dirigidos por el residente holandés Cornelius La Haya y apoyados por el Patriarca de Constantinopla, Cyril I Lucaris . Fue gracias a sus esfuerzos que el sultán decidió en 1627 enviar a su enviado, Tomasz Kantakuzen, a Moscú, donde hizo a Rusia una propuesta de alianza dirigida contra Polonia. Dado que el patriarca Filaret puso como condición que Rusia solo se tomara las armas cuando Turquía invadiera Polonia por primera vez, las conversaciones terminaron en un fiasco.
Moscú solo volvió al concepto de una alianza con Turquía justo antes de que decidiera atacar Smolensk. Mientras tanto, la tregua en Stary Targ (26 de septiembre de 1629), que puso fin a la guerra polaco-sueca, permitió a Suecia unirse a la Guerra de los Treinta Años, que se había prolongado durante 11 años. Para asegurar las actividades suecas en Alemania, Francia y Suecia intensificaron las actividades diplomáticas que podrían involucrar a Polonia en una guerra con Rusia. Con este fin, el enviado francés Luis Deshayes partió de Konigsberg hacia Moscú ; debía presentar oficialmente el proyecto comercial franco-persa a través de Rusia, y de hecho tenía la intención de persuadir al Patriarca Filaret para que cooperara estrechamente con la alianza anti-Habsburgo. Francia esperaba que estaba satisfecha con que la mera posibilidad de un ataque de Rusia y Turquía evitaría que Polonia se uniera a la guerra librada en Alemania, mientras que Suecia quería provocar una guerra polaco-rusa y cumplir las amenazas. Con este fin, en febrero de 1630, Gustavo Adolfo envió a Moscú un enviado, Antoni Monier, que se reunió con el Patriarca Filaret y los boyardos. El enviado sueco argumentó que la fuerza de Polonia se basaba en gran medida en el apoyo del Sacro Imperio Romano Germánico, por lo que el ataque sueco al Reich estaba en el interés de Rusia. Propuso que Rusia se uniera a la alianza anticatólica y atacara a Polonia. El enviado sueco fue informado de que Rusia tiene la intención de anticipar la esperada ruptura de la Tregua de Deúlino por parte de Polonia y vengará así los males sufridos en la guerra anterior. Fue el primer anuncio abierto de que Rusia atacaría Polonia. Moscú contó con la ayuda sueca para preparar su ejército para la guerra.
A principios de 1631, el zar Miguel I Romanov preparó una expedición para reclutar soldados en el oeste, a la que proporcionó cartas con un sonido similar a los gobernantes de Inglaterra, Dinamarca-Noruega y los Países Bajos. En sus cartas, el zar anunció su intención de atacar Polonia y culpó a su monarca, Segismundo III, del futuro conflicto. Debido al enemigo católico común, el zar exigió a los estados protestantes ayuda para comprar armas y reclutar soldados. La expedición estuvo encabezada por el coronel Alexander Lesley y los enviados zaristas, el taburete de los Plemiannikov y los Aristovs. El ataque a Polonia-Lituania evitaba que el ejército sueco en Alemania tuviera abierto un nuevo frente con la posible entrada de la Mancomunidad en la coalición católica encabezada por los Habsburgo, a los que se les permitía reclutar voluntarios en Polonia. Durante muchos meses, prosiguió la intensa acción de la diplomacia sueca destinada a lanzar tropas zaristas sobre Polonia y Lituania lo antes posible. Jakub Roussel aconsejó no transportar a los soldados traídos en Occidente a Rusia, sino dejarlos en su lugar, para atacar Polonia en el momento adecuado desde el lado de Silesia, Gustaw Adolf debía decidir si sería posible transportar la caballería rusa a Alemania o si el segundo ataque se llevaría a cabo desde Livonia. Dado que Rusia no confiaba en los suecos, también quería saber cómo se justificaría la ruptura de la tregua sueca con Polonia. Cuando Johan Müller regresó a Moscú después de su viaje con Gustavo Adolfo, el 16 de enero de 1632, fue recibido por el zar. Los detalles del doble ataque a la República de Polonia se discutieron junto con el príncipe Czerkaski. Rusia acordó alistar en Alemania un ejército de 10 000 infantes y 2000 jinetes, mientras que los suecos acordaron reducir sus costos de mantenimiento a 80 000 rublos al mes. Müller recibió una carta confirmando el contrato concluido y una carta al Rey de Suecia el 29 de enero. El zar le preguntó a Gustavo Adolfo sobre los detalles del ejército reclutado y anunció que iba a atacar Polonia a principios del verano de este año. Los objetivos de la guerra establecidos por el zar eran muy ambiciosos: Rusia iba a ganar Smolensk, Chernihivshchyna y Severodshchyna para sí misma. También esperaban capturar Bielorrusia, lo que prácticamente significó la destrucción del Gran Ducado de Lituania. Gustavo Adolf, por otro lado, tenía la intención de conquistar Gdańsk y Pomerania, pero con más éxito quería ganar el trono polaco. Con el estallido de la guerra, Rusia aumentó sus ya enormes deseos de una Ucrania en la orilla izquierda con Kiev. En el verano de 1632, parecía seguro que la República de Polonia se enfrentaba a un ataque desde dos lados: el este y el oeste. El zar Miguel y el patriarca Filaret enviaron una legación al rey de Suecia, encabezada por Pushkin y Gorikhvostov, para garantizar la implementación del pacto sueco-ruso. Cuando los enviados llegaron a Nowogród, llegó la noticia de la muerte de Gustav Adolf (murió el 16 de noviembre), la muerte del rey sueco en 1632 impidió que los planes para la posible alianza entre su país y Rusia fructificasen. Sin embargo, se decidió continuar el viaje: la legación no llegó a la frontera con Finlandia hasta finales de 1632. pues el canciller y regente de la reina Cristina, Axel Oxenstierna, no recibió a la embajada rusa que acudió a Estocolmo hasta marzo de 1633.
La Mancomunidad no estaba preparada para la guerra: en 1631 el ejército real contaba con apenas tres mil soldados. La guarnición de Smolensk estaba compuesta por quinientos, y la mayoría de las guarniciones de los territorios fronterizos no las componían soldados del ejército regular o militares mercenarios, sino de entre cien y doscientos voluntarios locales. Enterados de que Rusia estaba preparándose para la guerra, en la primavera de 1632 el Sejm (Parlamento polaco-lituano) incrementó el tamaño del ejército reclutando cuatro mil hombres más. En marzo de 1632, Austria y España ofrecieron a Polonia participar en la Guerra de los Treinta Años, pero Segismundo III Vasa se negó debido a la amenaza cada vez más real de Rusia y también de Turquía. A mediados del año, el vicevoivoda (podwojewoda) de Smolensk, Samuel Drucki-Sokolinski, tenía unos quinientos soldados de pospolite ruszenie, y unos dos mil hombres más entre soldados regulares y cosacos. En mayo el Senado acordó la ampliación del tamaño del ejército, pero el gran hetman de Lituania Lew Sapieha, se mostró en contra de ello, argumentando que las tropas disponibles eran suficientes y que no habría guerra. De todos modos, el hetman de campo de Lituania Krzysztof Radziwiłł reclutó dos mil hombres más. Debido a la amenaza del Imperio Otomano, las fuerzas que estaban en Ucrania no pudieron ser enviadas a Smolensk, pero Władysław prometió desplegar 1000 soldados a sus propias expensas durante la sesión parlamentaria electoral. A principios de diciembre, envió 300 dragones y 100 cosacos de su guardia a Orsha . Al mismo tiempo, recaudó fondos, empeñó sus propias joyas y destinó los ingresos de los artículos de mesa para pagarlo. El Grand Hetman Lew Sapieha también asignó 31 000 zlotys a la guerra. Por su parte, Adam Kisiel y el gran hetman del Reino Stanislaw Koniecpolski se reunieron con el consejo de cosacos, del que obtuvieron una promesa de ayuda de los cosacos zaporogos, que llegarían en agosto de 1633.
El Zarato ruso, que se había recuperado algo del Período Tumultuoso, creyendo que la Mancomunidad se hallaría debilitada por el fallecimiento de su rey, atacó unilateralmente, sin esperar a los suecos y otomanos. El objetivo de Rusia era adueñarse de Smolensk, que había cedido a la Mancomunidad en 1615 en la Paz de Deúlino que puso fin a la guerra polaco-rusa. Smolensk era la capital del Voivodato de Smolensk polaco-lituano, pero la plaza había sido muy disputada y había cambiado varias veces de manos durante los siglos XV, XVI y siglo XVII, desde la época de las guerras moscovita-lituanas. Uno de los principales partidarios de la guerra era el padre del zar Miguel I, el patriarca Filareto, que representaba el bando antipolaco en la corte. Inspirado por el clamor de venganza del Zemski sobor (Parlamento del Zarato ruso) celebrado el 20 de junio y su reclamación de las tierras perdidas, el ejército ruso partió al oeste al mando de Mijaíl Shéin, que había defendido Smolensk del asedio polaco en 1609-1611, incumpliendo con ello por unos meses los términos de Deúlino.
Para poder reclutar un ejército para la guerra, el Zarato tuvo que reducir de modo importante los regimientos y los efectivos de las guarniciones de las ciudades situadas en las fronteras del sur. Los kanes de Crimea no tardaron en aprovechar esta situación para emprender una campaña en la que participaron veinte mil tártaros que devastaron los uyezd de Mtsensk, Novosil, Oriol, Karáchev, Livny y Yeléts. Hasta agosto de 1632, el gobierno ruso no pudo decidirse a realizar acciones ofensivas y solamente el 9 de agosto Shéin recibió la orden de adelantarse de Moscú a Mozhaisk. Las fuerzas rusas se reunieron en tres puntos: la fuerza principal de Shéin en Mozhaisk, en Rzhev se formó el regimiento de Semión Prozorovski e Iván Kóndryrev, y en Kaluga, el regimiento de Bogdán Nagói. El cuerpo principal debía avanzar desde Mozhaisk a Dorogobuzh y de allí a Smolensk. Los regimientos de Prozorovski y Nagói debían tomar la fortaleza de Bely (hoy en la óblast de Tver) y otras ciudades y fortalezas y unirse al regimiento de Shéin cerca de Smolensk. Según el plan, el ejército enviado a conquistar la ciudad debía comprender treinta y dos mil soldados. El ejército estaba en su mayoría modernizado según el modelo de Europa Occidental, constituido por los regimientos de nuevo orden. Se incorporaron al ejército contingentes tártaros, baskires y chuvasios. Sin embargo no se consiguió tal cifra, quedándose en 23 961 soldados que incluían 3463 mercenarios de Holanda, Escocia, Suecia, Alemania e Inglaterra. Estos estaban divididos en cuatro regimientos bajo el mando de Alexander Leslie, Hans Friedrich Fuxa, Jacob Karl Harsleben y Thomas Sanderson.

## Hostilidades

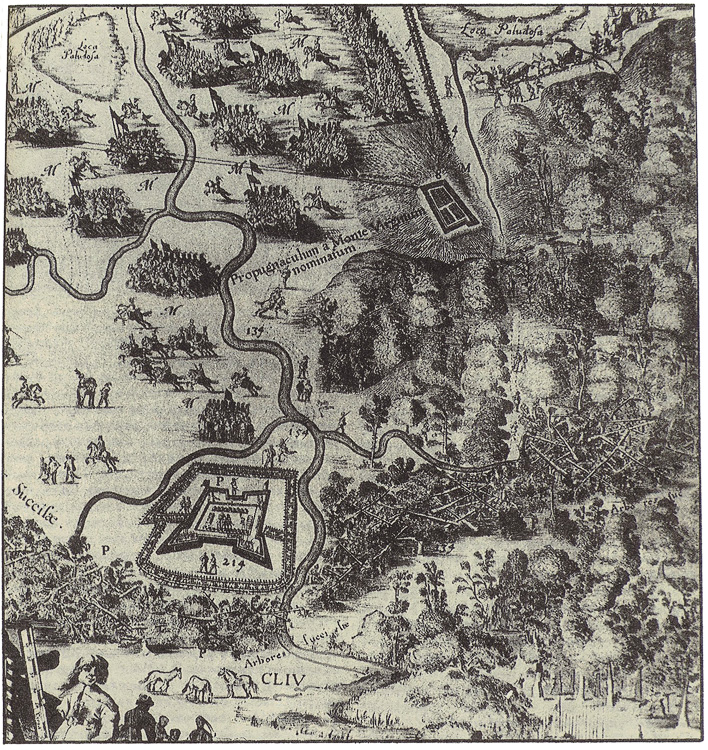
Fragmento de la calcografía Plano del sitio de Smolensk. Danzig, 1636.

El 10 de octubre de 1632, Shéin recibió la orden de adelantarse hasta Viazma. Dos días después, parte de las tropas de Kaluga, bajo el mando del kniaz Iván Gagarin tomaron bajo control la ciudad de Serpeisk y el día 18 Dorogobuzh cayó ante las tropas de Fiódor Sujotin. En los siguientes días cayó la ciudad de Bely ante el kniaz Prozorovski y entre noviembre y diciembre los rusos aseguran sus posiciones en la región fronteriza conquistando Nével, Róslavl, Starodub, Póchep, Sébezh, Trubchevsk y Surazh, completando en tres meses la conquista de parte de Severia y la región de Cherníhiv.
El 5 de diciembre el ejército de Shéin se reunió cerca de Smolensk. Tránsfugas de la ciudad informaron de que la guarnición estaba compuesta por unos 7 000 hombres (según otras estimaciones eran 2 212), por lo que Shéin tomó la decisión de preparar su asedio. A seis verstás de Smolensk, en la orilla izquierda del río Dniéper Shéin mandó construir un ostrog y dos puentes a través del río. El campamento de los soldados se estableció cerca de la ciudad en su lado sudeste y se construyeron trincheras y terraplenes para la artillería. Se enviaron tropas al powiat de Orsha y al voivodato de Mstislavl con la intención de bloquear el avance de las tropas de Aleksander Korwin Gosiewski. El la zona oriental de los alrededores de la ciudad se situaba un pequeño campamento fortificado en el que se hallaban las tropas de Prozorovski, junto a trincheras y terraplenes para la artillería. En el sudeste se instalaron las fuerzas bajo el mando de Leslie. A pesar de los esfuerzos en la construcción de líneas de circunvalación no se consiguió bloquear totalmente la ciudad.

### Asedio de Smolensk

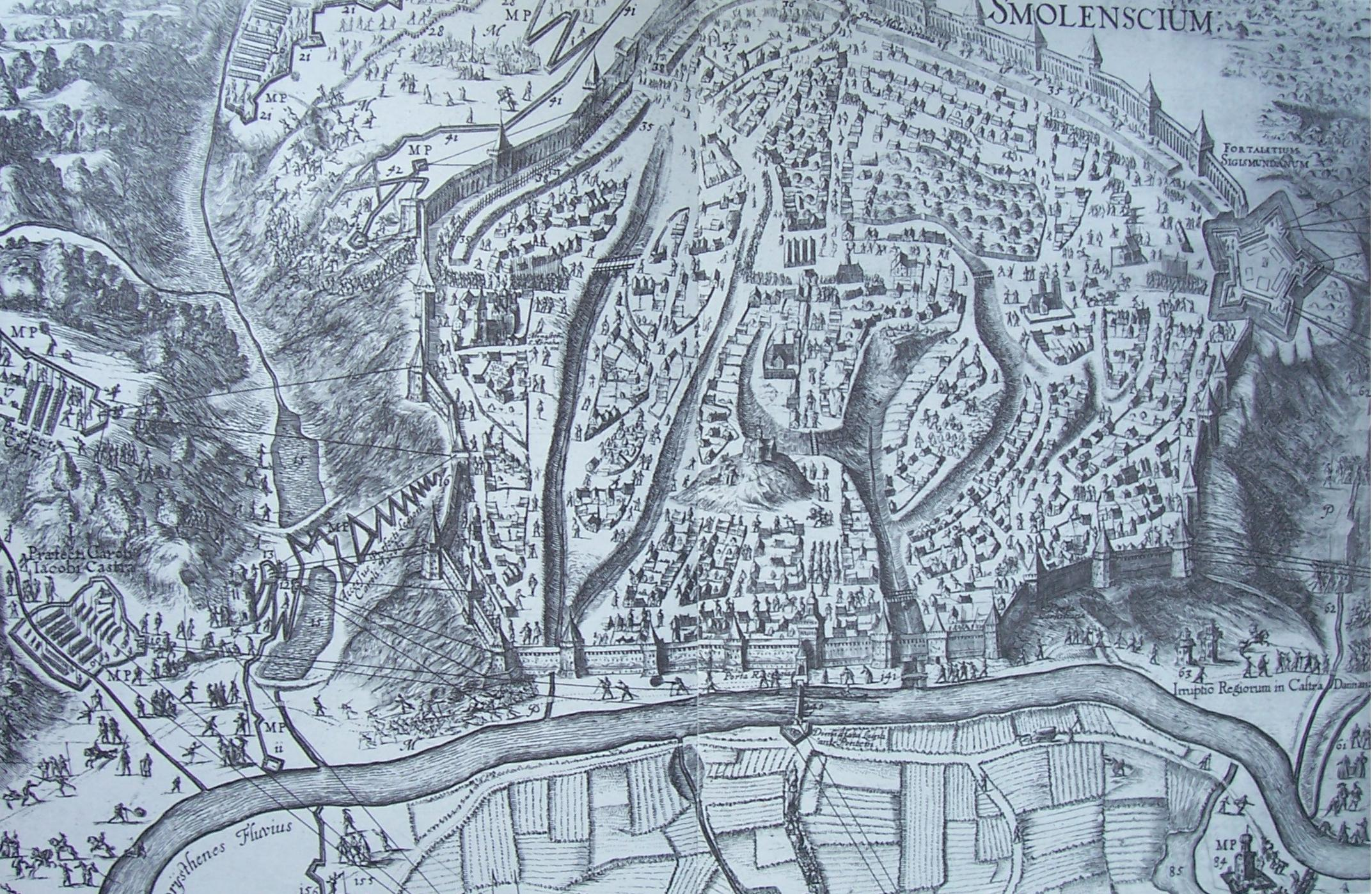
Otra vista de la anterior calcografía de Danzig, 1636.

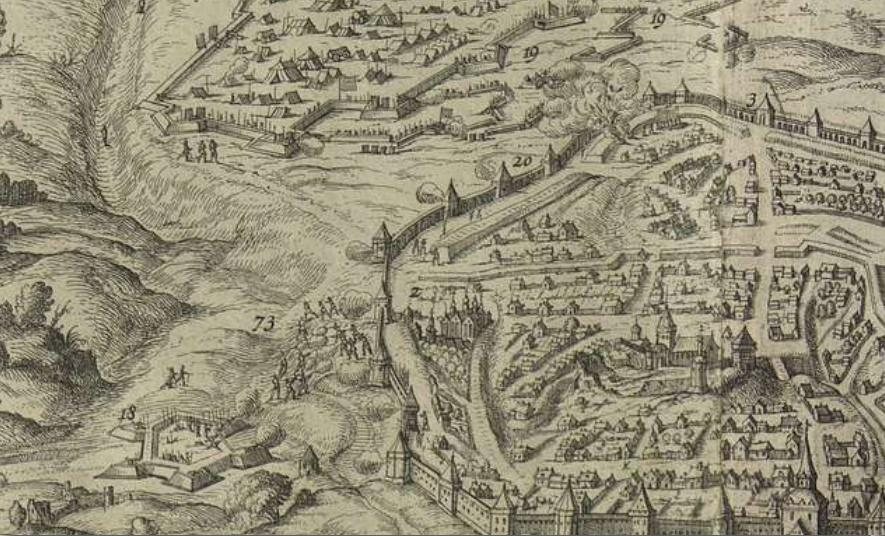
Fragmento de la calcografía Sitio de Smolensk. Ámsterdam, 1636.

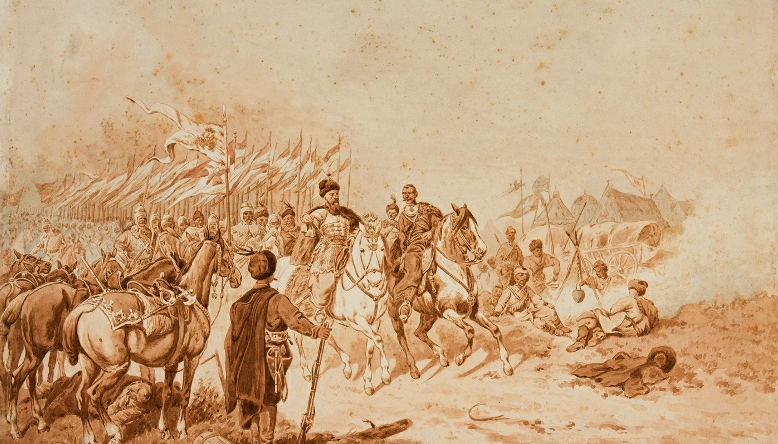
Juliusz Kossak, Fredro pod Smoleńskiem w 1633 roku ("Fredro en Smolensk en 1633"), 1884.

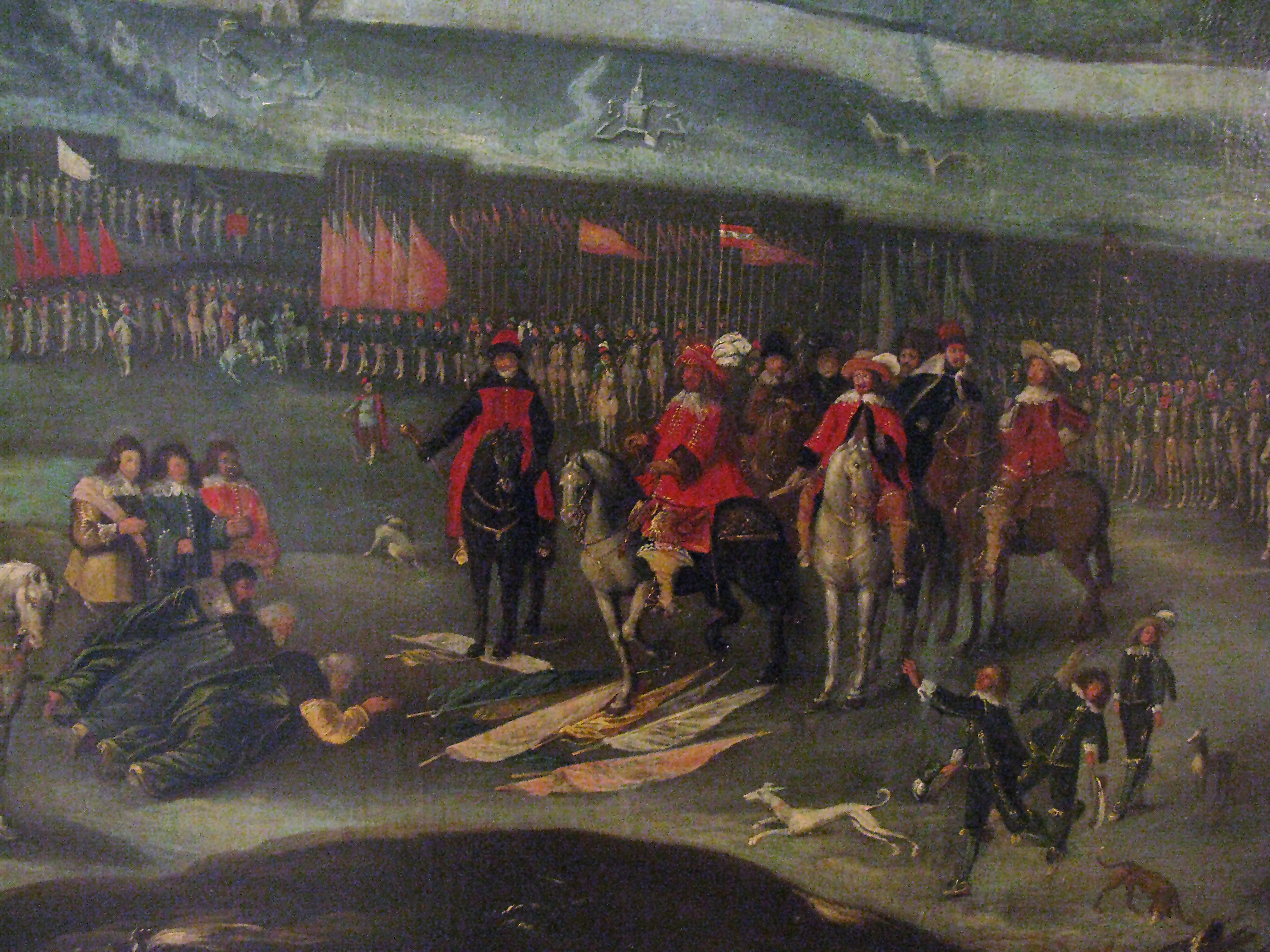
Capitulación del ejército ruso ante Vladislao en 1634.

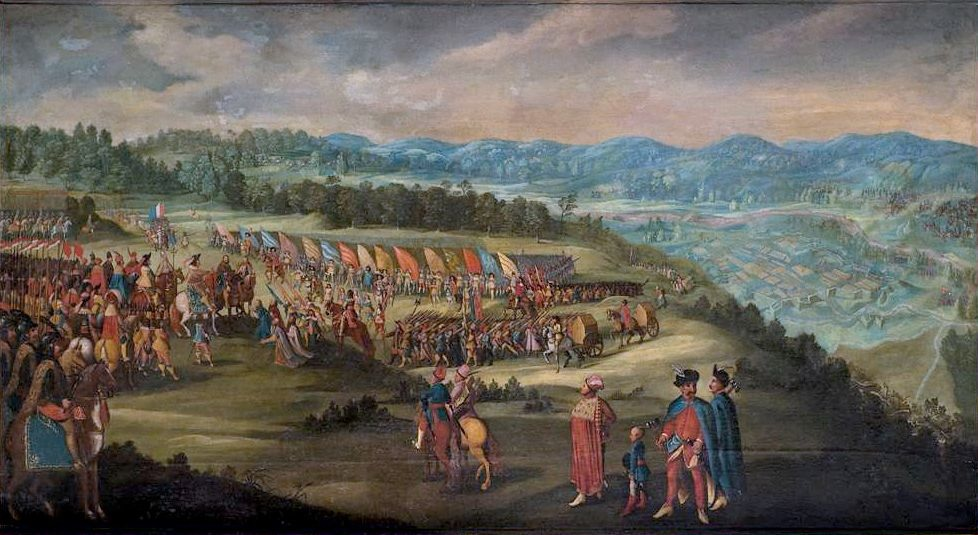
Christian Melich, Ladislao Vasa en Smolensk en 1634, década de 1640.

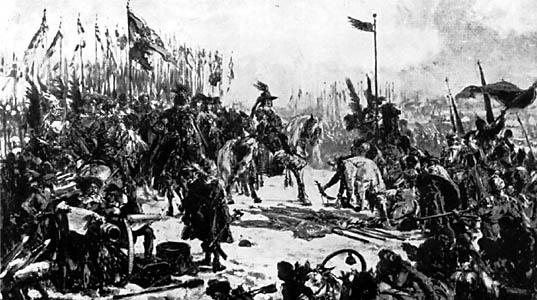
Jan Matejko, Król Władysław IV pod Smoleńskiem ("El rey Vladislao IV junto a Smolensk"), 1892.

El ejército polaco-lituano del voivoda Gosiewski, reforzado por el hetman de campo de Lituania y voivoda de Vilna Krzysztof Radziwiłł se hallaba a unas cuarenta verstás (30 km) de Smolensk, en Krasne, adonde habían acudido desde Orsha vía Bajow y sus tropas no superaban los seis mil hombres. La guarnición reforzada por la pospolite ruszenie de la nobleza local al mando del príncipe Samuil Drucki-Sokolinski, necesitaba urgentemente nuevos refuerzos y víveres. Las fortificaciones de la ciudad habían sido recientemente mejoradas con bastiones de traza italiana. A pesar de los esfuerzos rusos, Gosiewski consiguió enviar a la guarnición trescientos hombres el 26 de febrero de 1633; el ejército ruso aniquiló un segundo contingente en la mañana del día 27 y a otros seiscientos enemigos en los montes Prokovski. Shéin ordenó redoblar la vigilancia en este sector como consecuencia de los intentos polaco-lituanos de auxiliar a los cercados.
En los primeros días de marzo de 1633, llegó de Moscú la artillería de sitio, de manufactura en su mayoría occidental, más pesada de la que Shéin había llevado consigo en diciembre de 1632. Tras la instalación de las piezas, el ejército ruso empezó el bombardeo de la ciudad. El 26 de mayo, se abrió una brecha en la muralla y se dio comienzo al asalto. Sin embargo, tras la brecha, el ejército ruso halló un terraplén de tierra con artillería que detuvo el asalto. El 10 de junio se dio una nueva acometida tras la explosión de una mina, pero el intenso fuego de artillería al que quedaron sometidas las tropas rusas las obligó a retroceder. Tras estas frustradas iniciativas, Shéin abandonó las tentativas de tomar la ciudad por asalto y reanudó el asedio, derruyendo las fortificaciones de la ciudad, de las cuales había caído ya una torre. En junio de 1633, comenzaron las deserciones de los soldados polaco-lituanos y algunos comenzaban a hablar de rendirse.
Pese a las dificultades, la ciudad aguantaba. Mientras tanto, el Sejm y el nuevo rey electo Vladislao organizaban un ejército de auxilio. El Sejm, tras serle notificada la invasión rusa el 30 de octubre de 1632, había comenzado a discutir desde noviembre la posibilidad de crearlo. No obstante, el proceso se retrasó hasta la primavera, cuando sancionó oficialmente la declaración de guerra, autorizó un gran pago (seis millones y medio de zlotys, la mayor contribución del reinado de Ladislao IV) para organizar un ejército adecuado, y creó una comisión compuesta por veintiún diputados y cuatro senadores (Stanisław Koniecpolski, Jacobo Sobieski, Albrecht Stanisław Radziwiłł y Stanisław Lubomirski) para planificar lo que se necesitaba para la guerra. El ejército tendría alrededor de 21 500 hombres e integraría 24 chorągiew de húsares alados (alrededor de 3200 jinetes), 27 chorągiew de caballería ligera (alrededor de 3600), 10 escuadrones de reiters (alrededor de 1700 jinetes), 7 regimientos de petyhorcy lituanos (alrededor de 780 jinetes), 7 grandes regimientos de dragones (en torno a de 2250 hombres) y 20 regimientos de infantería (aproximadamente 12 000 soldados). Unos diez mil soldados de infantería serían encuadrados según el modelo occidental, que anteriormente no era común en las fuerzas armadas de la Mancomunidad.
En la primavera de 1633, cuando resultó que Turquía estaba aliada con Rusia, desde donde Polonia estaba en peligro de un segundo ataque, el rey decidió dividir el ejército polaco, dejando el ejército cuarteado al Gran Corona Hetman, Stanisław Koniecpolski, que custodiaba Ucrania . El resto de las fuerzas se trasladó a Smolensk. En el mismo período, es decir, en la primavera de 1633, Kazan y Astracán Tatars en la fuerza de 10-12 mil llegaron a Smolens, con soldados que protegieron al ejército del asedio de Shein, realizando actividades subversivas y de inteligencia. En el verano de 1633, el ejército de refuerzo de entre veinte y veinticinco mil hombres se fue acercando a las proximidades de Smolensk liderado personalmente por el rey Ladislao. Alcanzó Orsha el 17 de agosto; en los primeros días de septiembre, el cuerpo principal, de unos catorce mil hombres ya estaba aproximándose a Smolensk. El ejército ruso, recientemente reforzado, alcanzaba los veinticinco mil soldados. Solo cuando llegaron los contingentes cosacos al mando de Tymosz (Timofi) Orendarenko —entre diez y veinte mil hombres en total—  el 17 de septiembre la Mancomunidad obtuvo superioridad numérica. Los cosacos, bajo el mando de Ondarenko y el hetman de campo de la Corona Marcin Kazanowski, se dedicaron a realizar escaramuzas tras la retaguardia rusa, dejando libres a las unidades de Radziwiłł y Gosiewski para unirse al esfuerzo de romper el sitio.
El hermano de Vladislao, Juan, mandaba uno de los regimientos del ejército. El rey Ladislao fervoroso partidario de la modernización del ejército de la Mancomunidad, demostró ser un buen estratega, y sus innovaciones en el uso de la artillería y las fortificaciones basadas en las ideas occidentales contribuyeron en gran medida para la victoria final polaco-lituana. Reemplazó los antiguos arcabuceros y mosqueteros, y estandarizó la artillería de la Mancomunidad introduciendo cañones de 3 a 6 libras, ambas medidas de gran efecto.
La caballería polaco-lituana, incluyendo a los húsares alados, restringía significativamente la movilidad rusa y obligaba a las fuerzas rusas a permanecer en sus trincheras. En una serie de fieros combates, las fuerzas de la Mancomunidad se hicieron con las fortificaciones de campaña rusas; el asedio llegó a sus últimas etapas a finales de septiembre. El 28 de ese mes, las tropas de la Mancomunidad tomaron las principales fuentes de suministro rusas y el 4 de octubre el sitio se había roto.
El ejército de Shéin se retiró a su campamento principal, que fue rodeado por las fuerzas de la Mancomunidad a mediados de octubre. Los asediados rusos esperaban socorro, pero no llegó ninguno, pues la caballería polaco-lituana y cosaca había sido enviada a interferir en la retaguardia rusa. Algunos historiadores también citan las divisiones internas en el campamento ruso como causa de su inactividad e ineficacia, achacando las discordias a los jefes militares rusos o a los mercenarios extranjeros. La invasión tártara que amenazaba las tierras fronterizas rusas meridionales era un factor que contribuía también a debilitar la defensa rusa, pues muchos soldados y boyardos de esas regiones desertaban del campamento ruso para volver a defender sus tierras. Asimismo algunos mercenarios que servían a Rusia también desertaron al bando polaco-lituano.
Shéin principió las negociaciones para la rendición en enero de 1634, y en febrero ya estaban en plena marcha. Los rusos finalmente firmaron la rendición el 25 de febrero y el 1 de marzo evacuaron su campamento (algunos historiadores dan esta última fecha para la rendición de Shéin). Según los términos de la rendición, los rusos debían abandonar la mayor parte de la artillería, pero se les permitió conservar sus estandartes tras una ceremonia en la que los depositaron ante el rey Ladislao. También debieron prometer no enfrentarse a las fuerzas de la Mancomunidad en los siguientes tres meses. Las fuerzas de Shéin rondaban los doce mil hombres en el momento de la capitulación, pero cuatro mil de ellos, incluyendo la mayoría de los extranjeros, inmediatamente decidieron pasarse a las filas de la Mancomunidad.

### Otros combates

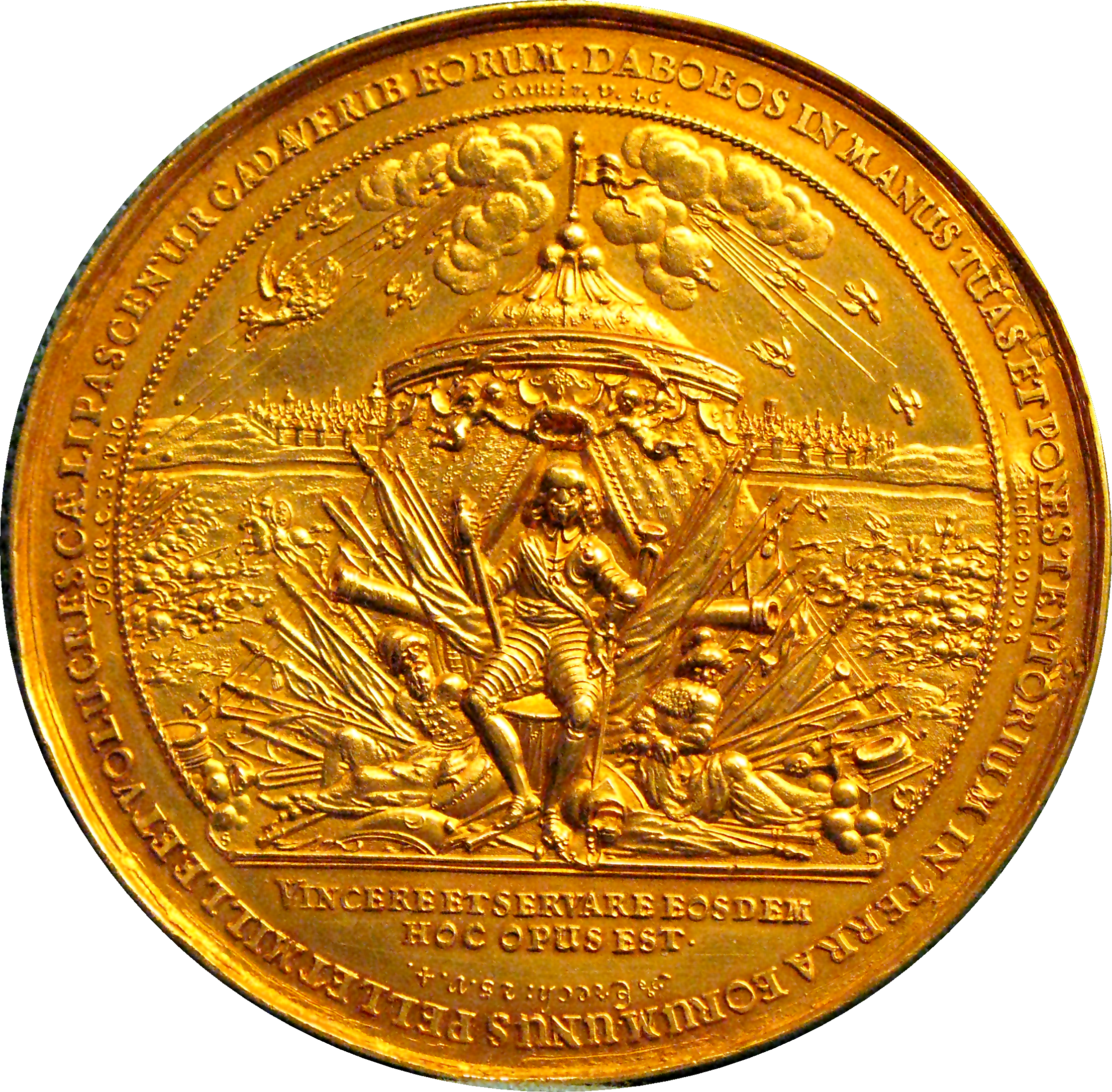
Medalla conmemorativa de la victoria de la Mancomunidad sobre Rusia.

Otras ciudades y fortalezas de la región fueron escenario de batallas más pequeñas. Las fuerzas rusas capturaron varias importantes localidades durante su avance en 1632. En febrero de 1633, el zar, incapaz de esperar el regreso de los enviados anteriores, envió otro emisario a Turquía, encabezado por Dashkov y Samov. Rusia quería que los turcos atacaran Polonia lo antes posible en el marco de la Guerra polaco-otomana de 1633-1634 (que sucedía en simultáneo), más cuando la idea de un ataque desde el oeste después de la muerte de Gustav Adolf resultó ser poco realista en la práctica. Durante este período , el joven príncipe Jeremi Wiśniowiecki operó principalmente en las cercanías de Putywel, devastando propiedades zaristas privadas. Por añadidura, en julio de 1633, los rusos tomaron las ciudades de Pólatsk, Vélizh, Usviaty y Ozerishche. En Polostk se libraron encarnizados combates para conquistar la ciudad y la fortaleza. Sin embargo, los ataques sobre Vítebsk y Mstislaw fueron rechazados. Las fuerzas polacas asediaron Putivl, pero debido a la deserción de sus aliados cosacos se vieron forzados a retirarse.
En otoño de 1633, las fuerzas de la Mancomunidad recuperaron Dorogobuzh, un importante lugar para las vías de suministros rusos desde su captura en el avance del año anterior. Este hecho malogró los planes rusos de enviar refuerzos al ejército de Shéin, aunque los rusos no empezaron a reunir un cuerpo de cinco mil hasta enero de 1634. Ese mismo otoño, Stanisław Koniecpolski desbarató una incursión otomana en el sur de la Mancomunidad, con lo que su tropa se ocupó del asedio a la ciudad rusa de Sevsk. Aunque no consiguió tomarla, retuvo a grandes cantidades de refuerzos rusos, impidiéndoles llegar a Smolensk. Tras el levantamiento del asedio de Smolensk en la primavera de 1634, el ejército de la Mancomunidad se dirigió a la fortaleza de Bely, que cercó infructuosamente. No obstante, Ladislao sí logró apoderarse de Viazma.

## Tratado de Poliánovka
En la primavera de 1634, los rusos no solo habían perdido el ejército de Shéin, sino que se hallaban amenazados por las incursiones tártaras que saqueaban el sur de Rusia. El patriarca Filareto había muerto el año anterior, y sin él el fervor por la guerra disminuyó. Incluso antes de acabar 1633, el zar Miguel ya sopesaba cuál era la mejor manera de poner fin al conflicto. Al haber sido anteriormente elegido zar de Rusia y tener la posibilidad legal de presentar una reclamación al trono ruso, el rey Vladislao quería continuar la guerra o, dado que el plazo de paz del Tratado de Altmark polaco-sueco estaba a punto de expirar, aliarse con los rusos contra Suecia. La acumulación de dificultades debilitó significativamente el optimismo del rey: el ejército ruso luchó inesperadamente bien, y su alto entrenamiento, equipo técnico y fortificaciones impresionaron a Władysław IV. A medida que se acercaba el final de la tregua con Suecia, y en el sur había una amenaza de guerra con Turquía, aliada con Rusia, el monarca polaco decidió negociar, pues el Sejm quería terminar con la contienda. Como escribió Stanisław Łubieński, obispo de Płock, dos semanas antes de la rendición de Shéin: «Nuestra felicidad se halla en permanecer dentro de nuestras fronteras, garantizando la salud y el bienestar». Al no estar ninguno de los bandos interesado en continuar la guerra, se entablaron negociaciones, no para firmar un armisticio, sino para establecer «la paz eterna».
Las conversaciones comenzaron el 30 de abril de 1634, y el tratado se firmó el 14 de junio, lo que puso fin a las hostilidades. El documento pactado confirmaba el statu quo ante bellum, incluía el compromiso ruso de pagar una gran reparación de guerra (veinte mil rublos en oro), la renuncia de Ladislao a su reclamación del trono ruso y la promesa de este de devolver los emblemas reales a Moscú. Algunos historiadores sostienen que desde la perspectiva rusa parece que la renuncia de Ladislao era más importante, en términos del aumento de la estabilidad interna, que la pérdida del territorio fronterizo en disputa. A pesar de no vencer militarmente, los rusos habían conseguido un triunfo diplomático.

## Consecuencias

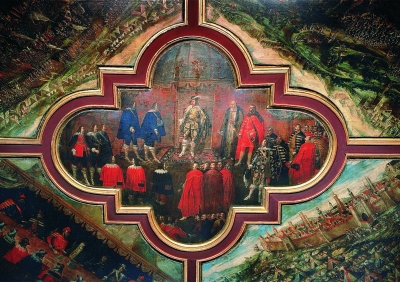
Tommaso DolabellaTratado de Stuhmsdorf (nombre alemán de Sztumska Wieś), firmado entre el Suecia y la Mancomunidad.

Mientras se desarrollaban las últimas etapas de la guerra, cuando el ejército de la Mancomunidad asediaba Bely, se empezaba a perfilar una nueva amenaza para el país en las fronteras meridionales, donde el Imperio otomano concentraba fuerzas para una invasión. En razón a ese movimiento de tropas, el rey Vladislao tuvo que comenzar a redirigir las suyas hacia esa zona. Más tarde ese año, las tropas polacas bajo el mando de Stanisław Koniecpolski vencerían a las otomanas que saqueaban la región de Kamianéts-Podilski y se pondría fin a la que ahora se conoce como guerra polaco-otomana (1633-1634).
Ambos bandos introdujeron nuevas tácticas, unidades y equipamiento basado en los modelos occidentales en sus fuerzas armadas. No obstante, las fuerzas polaco-lituanas se mostraron más adaptadas en este nuevo modelo que las rusas. Las principales causas de la derrota rusa fueron el retraso en el traslado de la artillería de asedio a Smolensk y la continua interrupción de los suministros rusos por la caballería polaca. Se necesitaba un chivo expiatorio para justificar la derrota, por lo que Shéin fue acusado de traición y ejecutado junto a Artemi Izmáilov y su hijo Vasili el 28 de abril de 1634. Aprendiendo de la derrota, los rusos adoptarían nuevas tácticas que les serían más exitosas en la guerra ruso-polaca de entre 1654 y 1657.
Tras la guerra, Ladislao entregó a los rusos la ciudad fronteriza de Serpeisk y territorios en sus alrededores con la esperanza de inducir al zar a la alianza contra Suecia. El Sejm, de todos modos, impidió que el rey iniciara una guerra contra Suecia tras el Tratado de Sztumska Wieś. Los rusos, que no veían beneficio claro en la alianza, se mostraron sin entusiasmo, por lo que la propuesta quedó en nada.
La guerra costó a la Tesorería de la Mancomunidad 4 300 000 złotys.